# Flik Flak
Flik Flak es una marca suiza de relojes perteneciente al Grupo Swatch, que se caracteriza por fabricar modelos para el mercado infantil.

## Historia
La marca fue creada en 1987 para ayudar a los niños a ver la hora en un reloj analógico o de manecillas de forma entretenida. Los personajes centrales son los hermanos "Flik" (minutero) y "Flak" (manecilla horaria).

## Diseño y fabricación
El reloj está diseñado como una herramienta de aprendizaje para enseñar a los niños a leer la hora, para lo que cuenta con dos manecillas diseñadas con formas particulares (en el diseño original, eran un niño con una pajarita azul y una niña con un lazo rojo). La manecilla azul, la más grande, se llama Flik e indica los minutos. La segunda manecilla roja, más pequeña, se llama Flak y cuenta las horas. Para involucrar a los niños en este proceso de aprendizaje, se cuenta una historia alrededor de las dos manecillas, representando a Flik y Flak como hermanos. Posteriormente, los dos personajes fueron reemplazados por piratas, princesas y héroes de dibujos animados, y también se desarrolló una línea de joyería.
Los relojes Flik Flak se fabrican en Suiza y cuentan con un movimiento de cristal de cuarzo. Se componen de solo unas veinte piezas, en comparación con las cincuenta del Swatch. Son resistentes al agua y lavables a máquina, y se puede sustituir la pila cuando se agota.

## Pedagogía
Las esferas del reloj presentan colores contrastantes, lo que permite a los niños familiarizarse con la hora. Todas las horas y los intervalos de cinco minutos se muestran en números, mientras que los minutos restantes se simbolizan mediante una serie de pequeños puntos. Además, la marca ofrece a los profesores un kit educativo con códigos de colores para leer minutos y horas.